# Super plantes
Super plantes est une série documentaire en 6 épisodes de 52 minutes, produite par Télé Images Nature et diffusée à partir du 23 mars 2003 sur France 5, et rediffusée sur Ushuaïa TV.

## Synopsis
Cette série est consacrée aux plantes extraordinaires qui intriguent les scientifiques. Tournée aux quatre coins de la Terre, les scientifiques tentent de percer les mystères de ces plantes à faculté incroyable, telle les acacias qui agiraient de manière concertée pour se défendre contre les antilopes, ou bien le Ginkgo biloba ayant survécu à la bombe d'Hiroshima. 

## Épisodes
| Épisode | Titre                               | Réalisateur      | Plante              | Première diffusion |
| ------- | ----------------------------------- | ---------------- | ------------------- | ------------------ |
| 1       | Le cri des arbres tueurs            | Jean-Luc Guidoin | Acacia              | 23 mars 2003       |
| 2       | L'heure du bambou                   | Guillaume Levis  | Bambou              | 30 mars 2003       |
| 3       | L'indestructible Ginkgo             | Éric Gonzalez    | Ginkgo biloba       | 6 avril 2003       |
| 4       | L'île des arbres vieillards         | Emmanuel Roblin  | Tambalacoque        | 13 avril 2003      |
| 5       | Des graines d'éternité              | Laurent Frapat   | Lotus               | 20 avril 2003      |
| 6       | A la recherche de l'arbre dinosaure | Serge Marcil     | Eidothea hardeniana | 27 avril 2003      |

## Fiche technique
- Auteur : Éric Gonzalez
- Réalisateur : Laurent Frapat, Jean-Luc Guidoin, Guillaume Levis, Éric Gonzalez, Serge Marcil, Emmanuel Roblin
- Musique : Carolin Petit, Robet-Marcel Lepage, Frédéric Weber
- Narrateur : Benoît Rousseau
- Durée : 6 × 52 minutes
- Sociétés de production : Télé Images Nature, Productions Espace Vert INC, France 5

## Vidéo
La série documentaire est sortie en 2003 en coffret 2 vidéocassettes, et en édition 2 DVD.